# إمنفري
إِمِنِفْرِي هي وجسر طبيعي تقع على بعد 7 كم من مدينة دمنات في المغرب. تعود للحين السنموري من فترة الجوراسي المبكر من المقياس الزمني الجيولوجي. ينفذ منها واد صغير يسمى «وادي تسيلت» ليشكلا قنطرة طبيعية نحتها جريان مياه وسط المغارة على مدار آلاف السنين. يحتوي هذا التكوين على حجر جيري ومعدن دولوميت.
في يوليوز 2017، دعا الائتلاف المغربي من أجل المناخ والتنمية المستدامة لحماية شاملة لموقع إمنفري.
يذكر أن المنطقة تشتهر بوجود آثار للديناصورات فيها.

## وصلات خارجية
- موقع مدينة دمنات في خرائط جوجل
- موقع المنظر الطبيعي إمنفري في خرائط جوجل
- موقع إلكتروني للجسر الطبيعي إمنفري (Imi Nifri Natural Bridge)